# Tularémia
A tularémia (tularaemia) vagy nyúlpestis rágcsálókban és a mezei nyúlban jellemző, de olykor az emberre is átterjedő fertőző betegség, amelyet a Francisella tularensis (= Pasteurella tularensis) nevű tokos, csillótlan, rövid pálcaforma baktériumfaj okoz. A betegség az i. e. 2. évezredben, Anatólia környékén jelent meg először, az egyiptomi források hettita pestis néven említik, és a hettiták a világtörténelem első biológiai fegyvereként tularémiával fertőzött állatokat hajtottak az ellenség legelőire.

## Patogenezis
A baktérium az elhullott állatok tetemében, vagy a lenyúzott bőrökön hónapokig fertőzőképes maradhat. A fertőzés részben a fertőzött állat vizeletével és egyéb testnedveivel, részben vérszívó ízeltlábúak (kullancs, szúnyog, bolha) közvetítésével terjed. A szájon vagy bőrön át behatoló baktérium előbb a nyirokcsomókban, majd a véráramban szaporodik.
Emberben jellemző tünetek a behatolási pont (seb, kullancscsípés) körüli fekélyképződés, majd a közeli nyirokcsomók gyulladása és a láz. Emberi megbetegedés gyanúja esetén azonnal orvoshoz kell fordulni. Európa számos országában, így hazánkban is előfordul. A faj amerikai változata biológiai fegyverek hatóanyagaként is jelentős. Terjed még a cukorrépa cukorgyári feldolgozása során, belélegzéssel (eü. dolgozók foglalkozási betegsége), a szembe fröccsenő vérrel, valamint fertőzött hús fogyasztásával.
A fertőzésekre jellemző a szezonális jelentkezés: nyáron főként a kullancsok terjesztik, télen pedig a nyúlvadászat idején nő meg a fertőzések száma. Férfiakban gyakoribb. Az emberi járványt a vadnyulak járványa előzi meg.

## Tünetek
Az alábbi tünetek kapcsolódhatnak a fertőzéshez:
- hirtelen láz, gennyes nyirokcsomógyulladás,
- hidegrázás, rendkívül fájdalmas fekélyek a kórokozó behatolási helyén (torok, szem stb.)
- fejfájás, hátfájás, kötőhártyagyulladás,
- hasmenés, hasfájás, hányás,
- izomfájdalom,
- ízületi fájdalom,
- száraz köhögés,
- fokozódó gyöngeség, megváltozik a szívműködés, máj-és lépmegnagyobbodás,
- tüdőeredetű fertőzés esetén tüdőgyulladás, mellhártyagyulladás, mellkasi fájdalom és légzési nehézségek alakulhatnak ki.
- ha táplálékkal jutott a szervezetbe a baktérium, köhögés, hasfájás, hasmenés jellemző, továbbá máj- és lépmegnagyobbodás és súlyos esetben mellhártyagyulladás is fellép.

## Szövődmények
Veseelégtelenség, agyhártyagyulladás stb.

## Diagnózis
A diagnózis felállítása az immunrendszer által termelt antitestek kimutatásával (a vérből Widal-csőagglutinációval) és a tularin-bőrpróbával történik. Mivel sokféle betegséghez hasonló tüneteket produkál, nagyon fontos elkülöníteni másoktól – ezért is nehéz a diagnózis felállítása.

## Terápia
A tularaemia erősen fertőző és potenciálisan halálos kimenetelű is lehet. Antibiotikumokkal jól kezelhető (például:tetraciklinek, gentamicin stb.) A gennyes nyirokcsomókat sebészetileg kezelik.

## Bejelentési kötelezettség
Bejelentési kötelezettség van az állatorvosnál is.